# Mystromys albicaudatus
Sous-famille
Genre
Espèce
Statut de conservation UICN

 VU  : Vulnérable
Mystromys albicaudatus est une espèce de rongeurs de la famille des Nesomyidae. C'est l'unique représentante du genre Mystromys et de la sous-famille des Mystromyinae.

## Répartition
Cette espèce est présente en Afrique du Sud et au Lesotho.